# Thomas Berghoff
Thomas Berghoff (* 11. November 1957 in Bonn) ist ein deutscher Brigadegeneral außer Dienst des Heeres der Bundeswehr.

## Leben
Berghoff trat 1976 beim Panzerartilleriebataillon 145 in Lahnstein in die Bundeswehr ein. Nach der Offizierausbildung studierte er Wirtschafts- und Organisationswissenschaften an der Hochschule der Bundeswehr Hamburg und war von 1981 is 1985 Batterieoffizier, Verbindungsoffizier und Zugführer in der Luftlandeartilleriebatatterie 9 in Lahnstein.
Von 1989 bis 1991 absolvierte Kuhn den 32. Generalstabslehrgang Heer an der Führungsakademie der Bundeswehr in Hamburg, wo er zum Offizier im Generalstabsdienst ausgebildet wurde. Danach war er bis 1993 Personalstabsoffizier in der Abteilung Personal im Bundesministerium der Verteidigung. 1994 besuchte er das Army Command and Staff College in Camberley im Vereinigten Königreich. 1995 bis 1997 war er G3 der Panzergrenadierbrigade 7 in Hamburg, von 1997 bis 1999 Bataillonskommandeur des Raketenartilleriebataillons 12 in der Clausewitz-Kaserne in Nienburg/Weser und von 1999 bis 2001 Referent im Führungsstab der Streitkräfte (Fü S) II 3 in Bonn. 2001 besuchte er den Higher Command and Staff Course am Joint Services Command and Staff College in Shrivenham im Vereinigten Königreich. Von 2001 bis 2004 war er Heeresattaché an der Deutschen Botschaft London und anschließend Referatsleiter Fü S II 3 in Bonn. 2007 besuchte er das Royal College of Defence Studies in London und war 2008 Military Advisor des Chefs des Stabes im Hauptquartier International Security Assistance Force in Kabul in Afghanistan. 2009 war er G3 / zur besonderen Verwendung beim Streitkräfteunterstützungskommando in Bonn. 
Im Februar 2010 übernahm er die Führung über das Kommando Strategische Aufklärung in der Philipp-Freiherr-von-Boeselager-Kaserne in Grafschaft. Zum 1. Oktober 2012 wurde er Stellvertretender Chef des Stabes für Militärisches Nachrichtenwesen im Allied Joint Force Command Naples der NATO in Italien. Zum 1. April 2018 wurde Berghoff, der zuletzt im Kommando Sanitätsdienst der Bundeswehr in Koblenz eingesetzt war, in den Ruhestand versetzt.
Berghoff ist verheiratet.